# ملعب نايف الدبوس
 ستاد نايف الدبوس، هو الملعب ذو استخدام متعدد يقع في منطقة الفحيحيل في محافظة الأحمدي، الكويت. وهو الملعب الخاص لنادي الفحيحيل الرياضي، ويتسع الملعب ل1,000 متفرج.

## روابط خارجية
- معلومات الاستاد